# Якуб Барт-Цішинський
Якуб Барт-Цішинський (в-луж. і н-луж. Jakub Bart-Ćišinski, нар. 20 серпня 1856, Куккау — пом. 16 жовтня 1909, Куккау) — серболужицький письменник, поет, перекладач, церковний діяч.

## Життєпис
Походив з заможної селянської родини. Народився у 1856 році в м. Куккау (серболужицькою Панчиці-Кукау). З 1868 до 1871 року навчався у монастирській школі рідного міста, потім у католицькій гімназії м. Бауцен. З 1871 до 1881 року вчився у Лужицькій духовній семінарії в Празі.
З 1883 року був парохом у селах Ралбіц, Радібор, священиком у містах Шіргісвальде, кафедральному соборі Дрездена, Хемніца. У 1901 році призначається парафіяльним адміністратором міста Радеберг. У 1903 році йде на пенсію й перебирається до рідного міста. Останні роки займався літературною діяльністю. Помер у 1909 році.

## Творчість
Його літературна діяльність зіграла значну роль у становленні реалістичної серболужицької літератури і формуванні літературної мови.
Своє завдання вбачав в максимальному наближені духовної культури до людей, в її демократизації, перетворенні на справжній голос народу. Ці думки він висловив в полемічних нарисах «Голоси з Лужиці до лужичани», опублікованих в журналі «Липа Сербська», у 1877—1878 роках.
Доробок Барта-Цішинського складається з «народно-епічної поеми» «Наречений» (1876 рік), драм «Старий серб» (1878), «У фортеці» (1880), роману «Патріот і вигнанець» (1879). Особливо цікавим є твір «У фортеці», де йдеться про боротьбу легендарного сербського короля Милидуха за свободу і незалежність свого народу. Ця драма залишилася першою частиною незавершеної трилогії про спроби полабських і сербських слов'ян об'єднатися в боротьбі проти франків. Ще раніше була написана історична новела «Юнкер» (1873—1874) про епоху наполеонівських воєн.
Популярність принесли збірки віршів і цикли «Книга сонетів» (1884), «Форми» (1888), «Природа і серце» (1889), «Сербські звуки» (1897), які пройняті соціальними і патріотичними мотивами, що ввібрали образи народної поезії.
Володіючи багатьма європейськими мовами, перекладав рідною мовою твори Гомера, Фосса, Гете, Шекспіра, Міцкевича і Врхліцького, вірші Лермонтова, Шиллера, Яна Неруди, Яна Коллара.